# Larinus planus
Espèce
Larinus planus est une espèce d'insectes coléoptères de la famille des Curculionidae classée dans la tribu des Lixini. Elle est originaire d'Europe centrale et d'Europe de l'Est, jusqu'au Caucase, et s'étend au nord jusqu'au Danemark et au sud de la Norvège, mais s'est aussi répandue dans les années 1970 à l'est des États-Unis. Elle est utilisée en Amérique du Nord pour lutter contre l'invasion de la cirse des champs, mais s'étend aussi à Cirsium undulatum, cirse endémique du centre et de l'ouest de ce continent.

## Description
L'adulte, qui mesure de 7 à 8 millimètres de longueur, est de couleur foncée, brunâtre à noir, légèrement tacheté de jaune.